# Kasseistrook van Roubaix
De kasseistrook van Roubaix (Frans: Secteur pavé de Roubaix of Espace Charles Crupelandt) is een kasseistrook uit de wielerwedstrijd Parijs-Roubaix, gelegen in de Franse stad Roubaix.
De strook is 300 meter lang. Ze ligt tussen de twee rijbanen van de Avenue Roger Salengro. De strook bevindt zich in de finale van de wedstrijd, op één kilometer voor de finish en is de laatste strook vlak voor het opdraaien van het Vélodrome André Pétrieux. Omdat men aftelt in de nummering, heeft deze strook telkens nummer 1. Ze is vanwege de geringe lengte en lichte moeilijkheidsgraad geclassificeerd met slechts één ster.
De strook is in 1996 aangelegd, bij het 100-jarig bestaan van de koers. Ze is als eerbetoon genoemd naar Charles Crupelandt, de enige plaatselijke renner die de kasseiklassieker wist te winnen, in 1912 en 1914. Sinds 2002 hebben alle winnaars van Parijs-Roubaix een eigen tegel in deze kasseistrook met hun naam en jaartal erop. De rest van het jaar is de strook in gebruik als parkeerplaats.

## Galerij

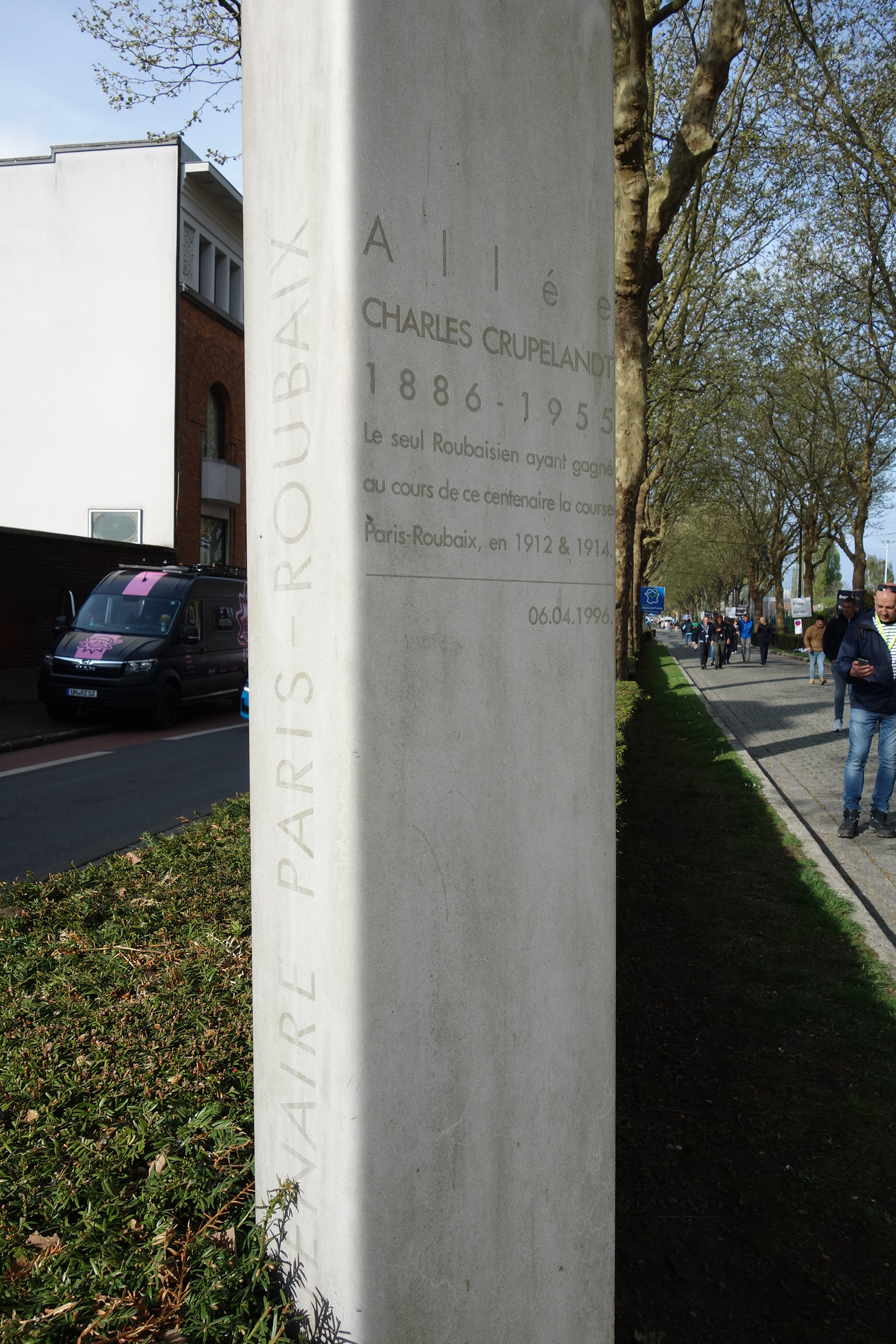
Zuil aan het begin van de kasseistrook
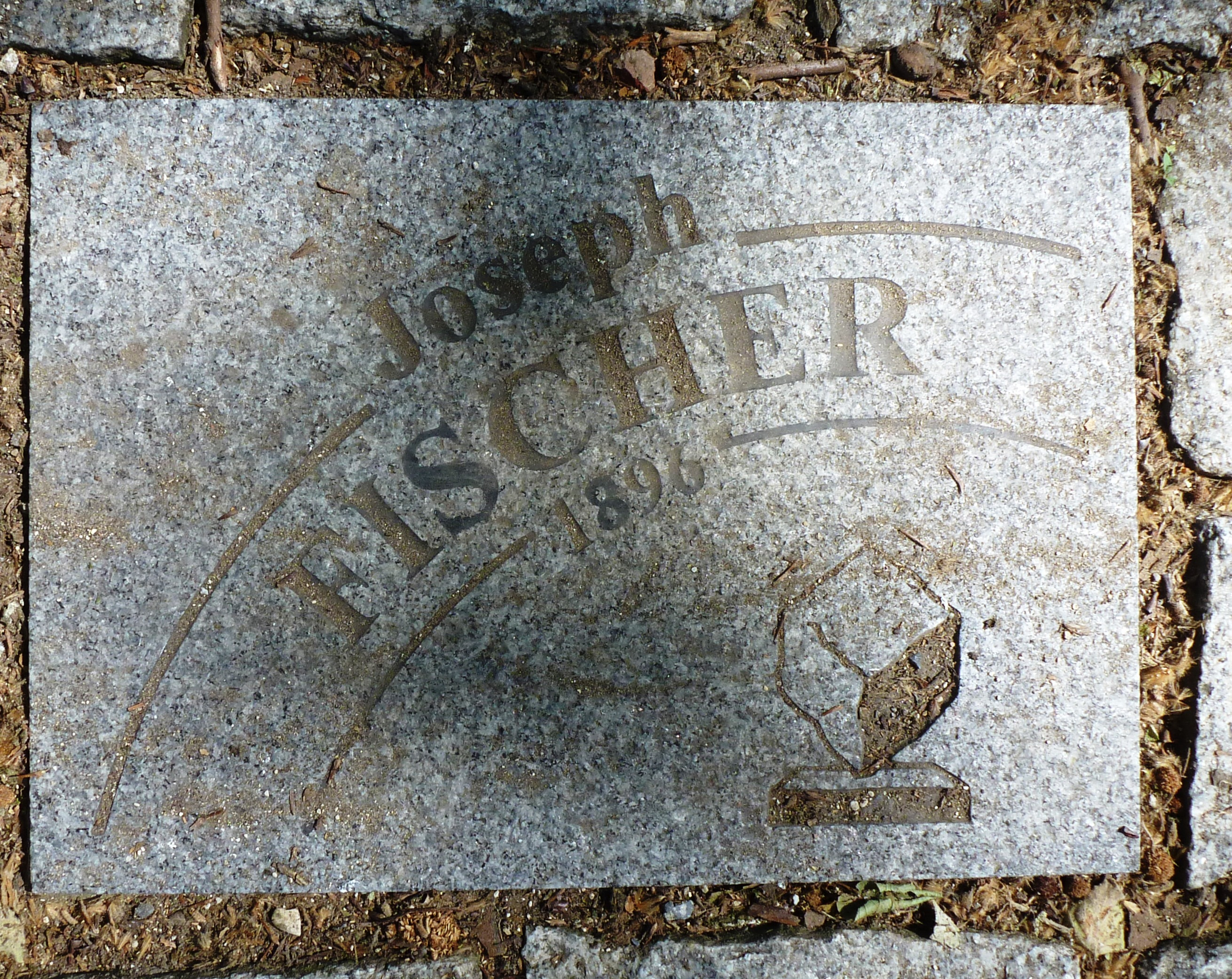
Josef Fischer won in 1896 de eerste editie
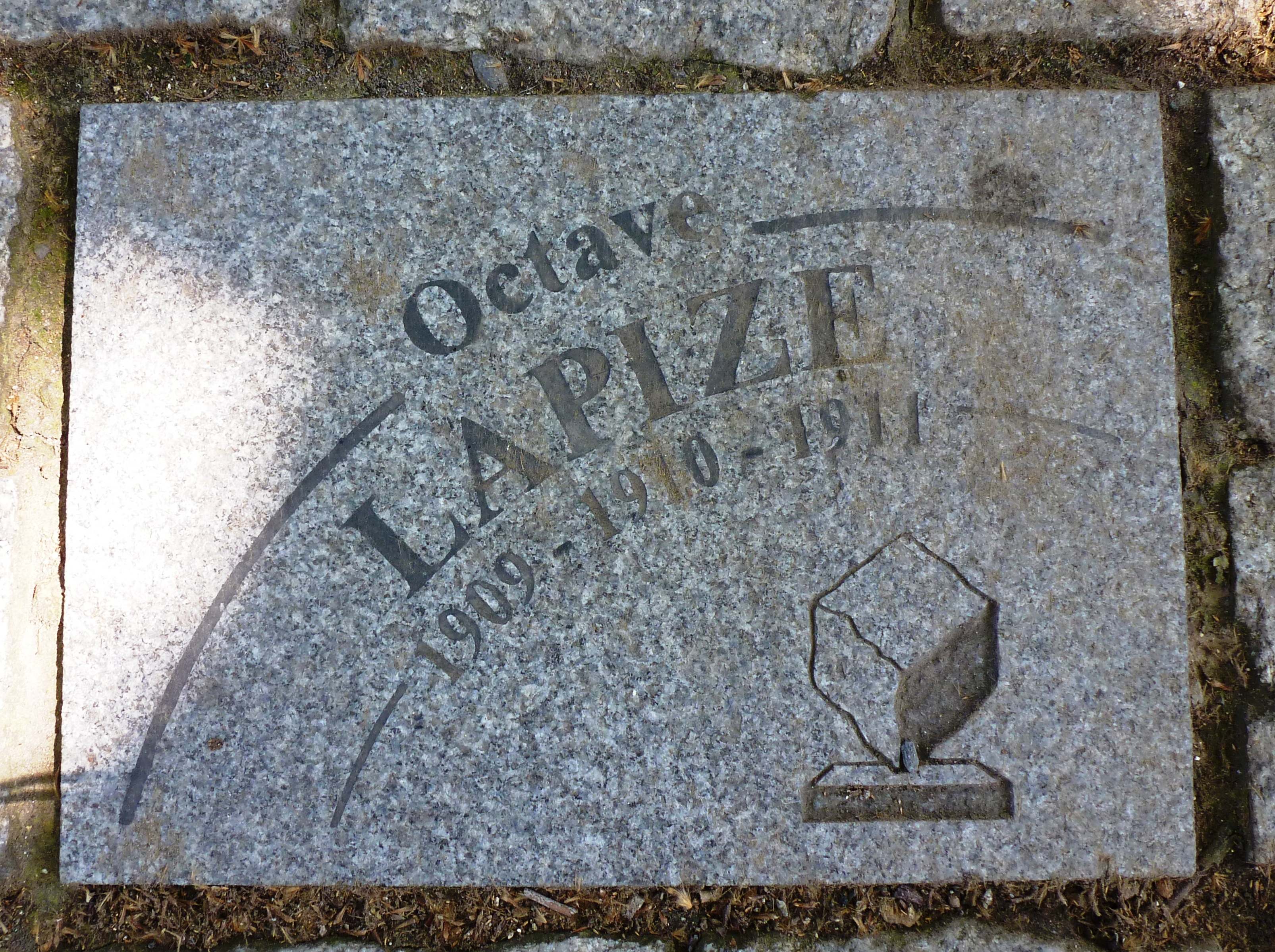
Octave Lapize won drie keer achter elkaar (1909, 1910, 1911)
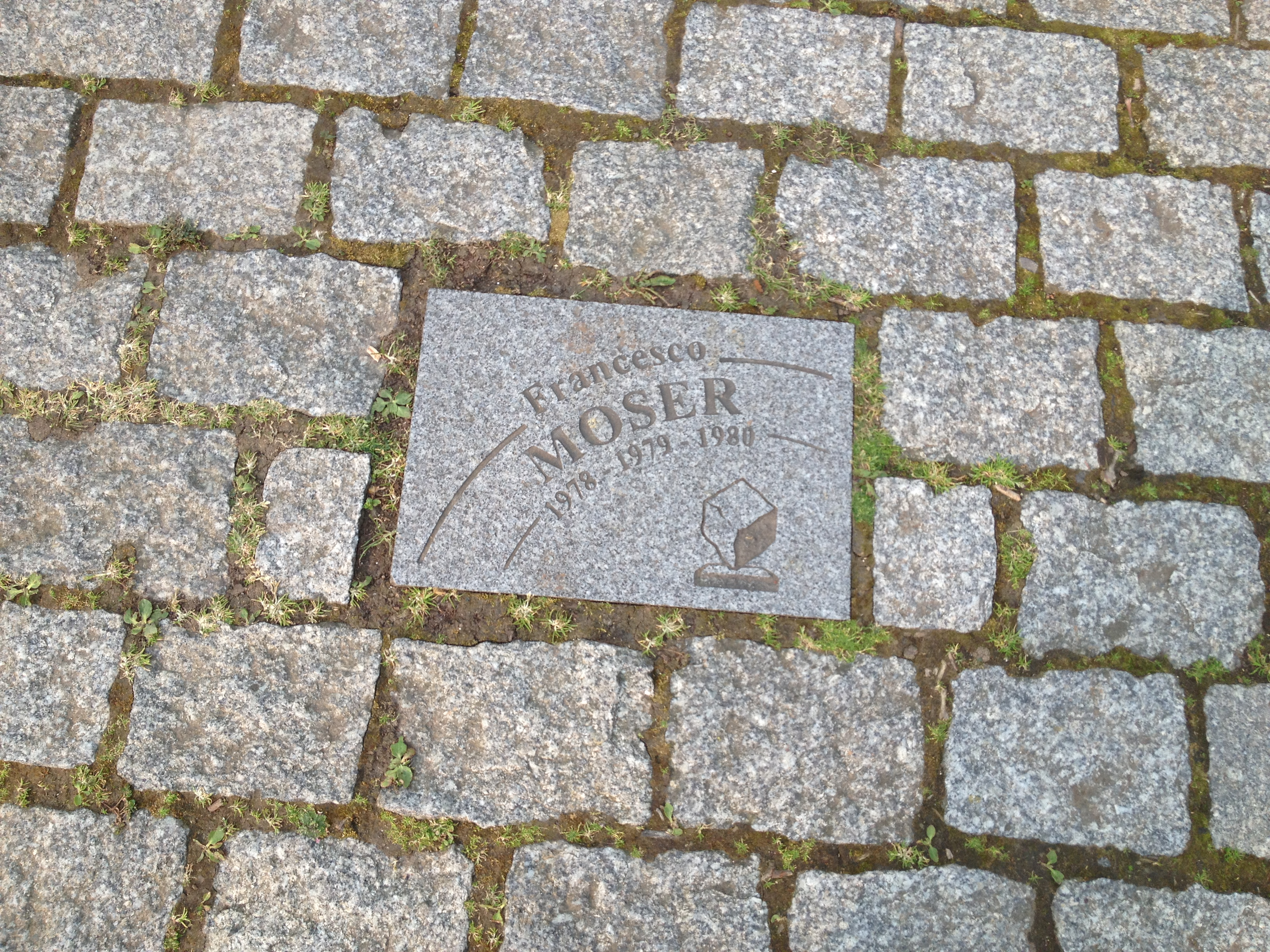
Ook Francesco Moser won drie keer op rij (1978, 1979, 1980)
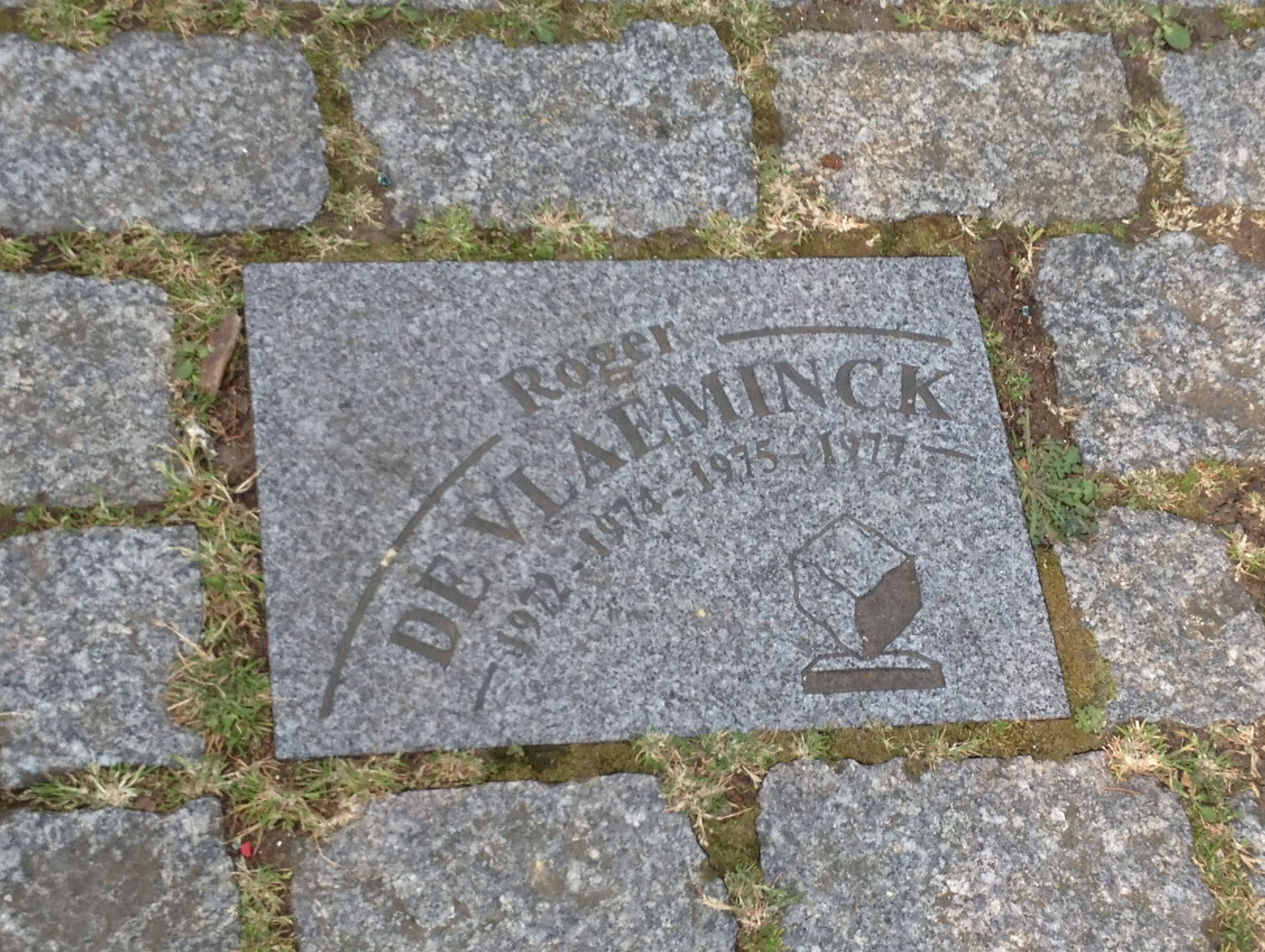
Roger De Vlaeminck won 4 keer (1972, 1974, 1975, 1977)
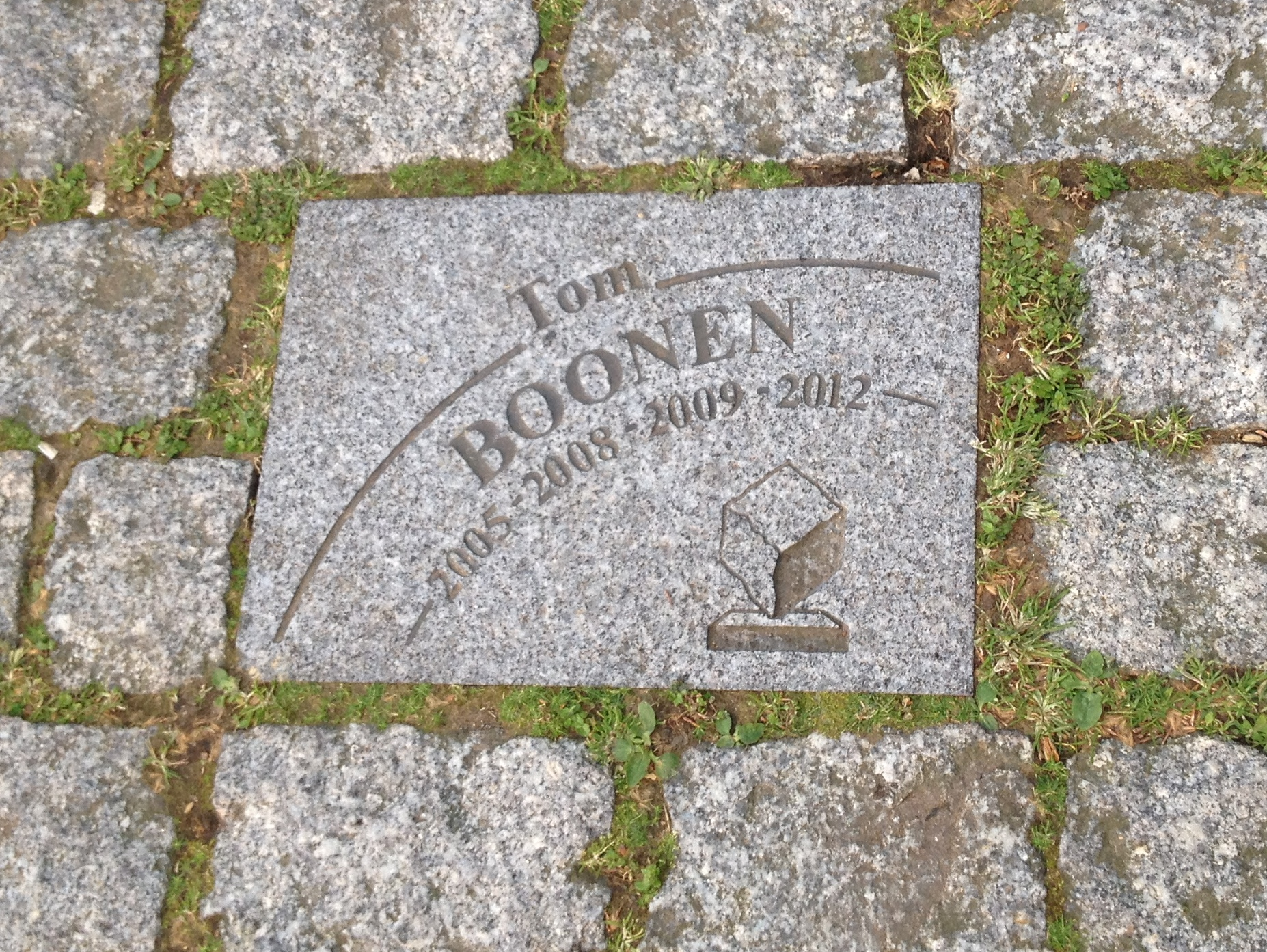
Tom Boonen won ook 4 keer (2005, 2008, 2009, 2012)
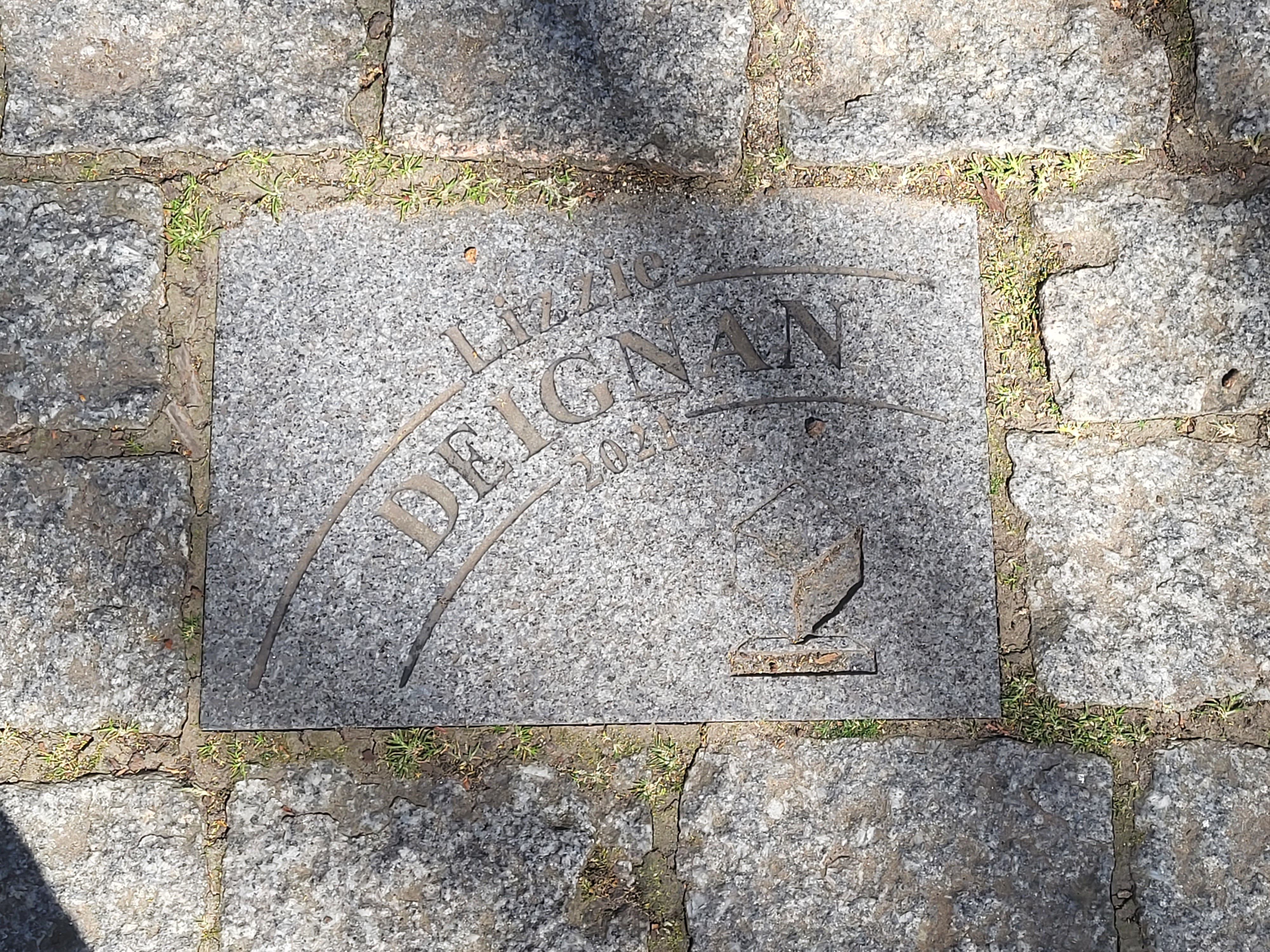
Lizzie Deignan won in 2021 de eerste editie voor vrouwen
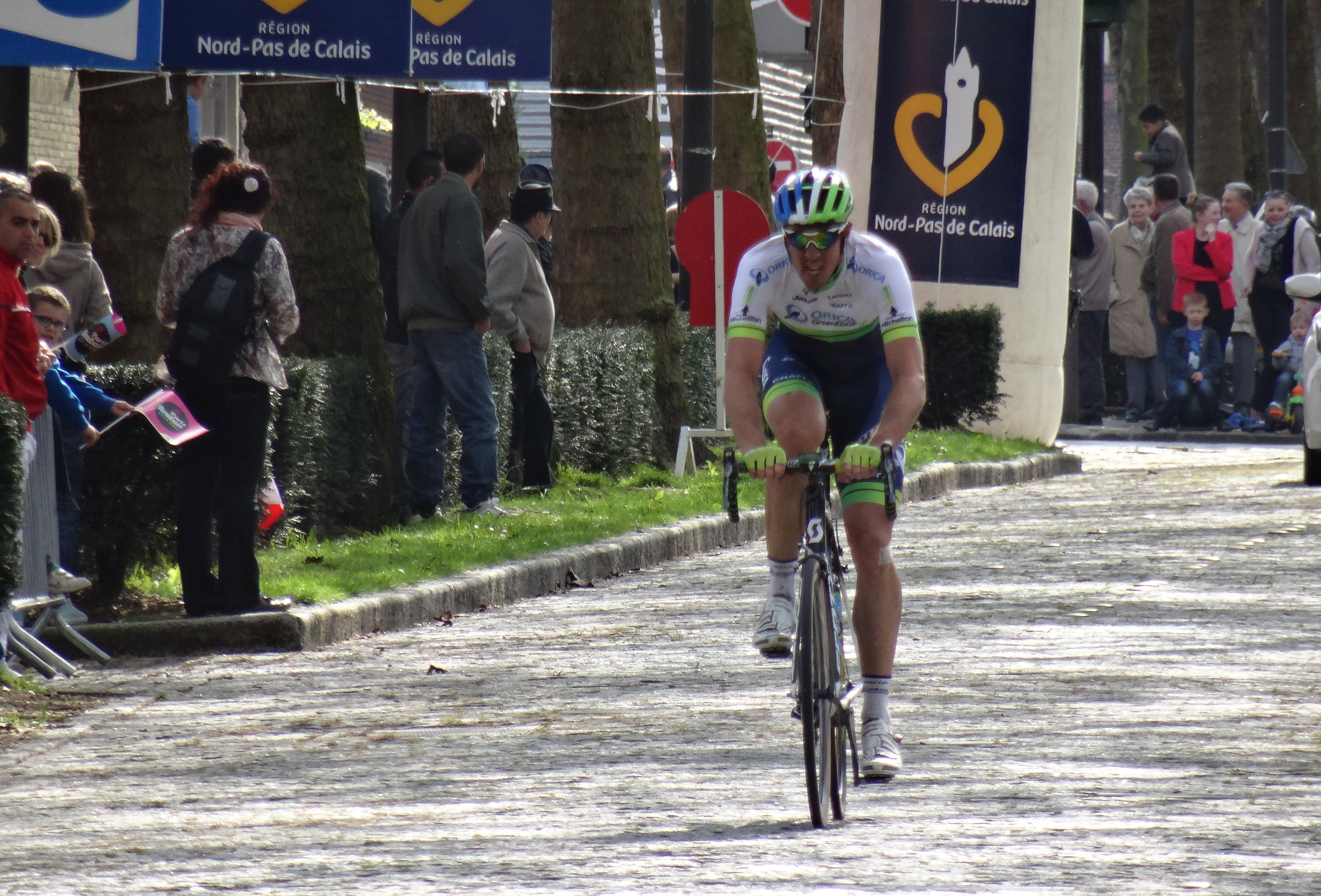
Mathew Hayman in 2014

27: Troisvilles à Inchy · 
26: Viesly à Quiévy · 
25: Quiévy à Saint-Python · 
24: Saint-Python · 
23: Vertain à Saint-Martin-sur-Écaillon · 
22: Capelle-sur-Écaillon à Ruesnes · 
21: Aulnoy-lez-Valenciennes - Famars · 
20: Famars à Quérénaing · 
19: Quérénaing à Maing · 
18: Maing à Monchaux-sur-Écaillon · 
17: Haveluy à Wallers · 
16: Bos van Wallers-Arenberg · 
15: Millonfosse à Bousignies · 
14: Brillon à Tilloy-lez-Marchiennes · 
14: Tilloy à Sars-et-Rosières · 
13: Beuvry-la-Forêt à Orchies · 
12: Orchies · 
11: Auchy-lez-Orchies à Bersée · 
11: Mons-en-Pévèle · 
10: Mérignies à Avelin · 
9: Pont-Thibaut à Ennevelin · 
8: Templeuve - L'Épinette · 
8: Templeuve – Moulin-de-Vertain · 
7: Cysoing à Bourghelles · 
6: Bourghelles à Wannehain · 
5: Camphin-en-Pévèle · 
4: Carrefour de l'Arbre · 
3: Gruson · 
2: Willems à Hem · 
1: Roubaix